# Władysław Stasiak

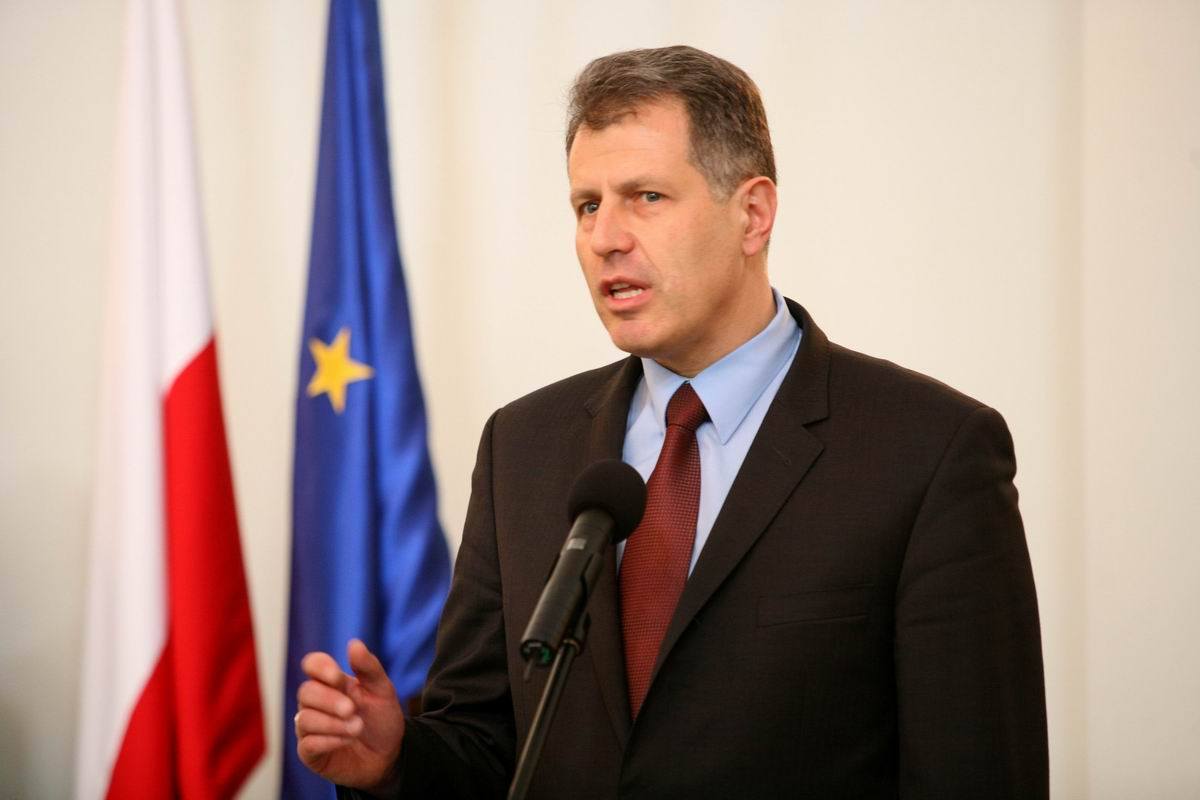
Władysław Stasiak (2010)

Władysław Augustyn Stasiak (* 15. März 1966 in Breslau; † 10. April 2010 in Smolensk, Russland) war ein polnischer Staatsbeamter, Minister für innere Angelegenheiten und Verwaltung im Kabinett von Jarosław Kaczyński, Leiter des Büros für nationale Sicherheit und der Präsidentenkanzlei.

## Leben
Stasiak beendete das Studium 1989 an der Fakultät für Geschichte der Universität Breslau und 1993 an der Landesschule für öffentliche Verwaltung (Krajowa Szkoła Administracji Publicznej) in Warschau.
Von 1993 bis 2002 arbeitete Stasiak in der „Höchsten Kontrollkammer“ (Najwyższa Izba Kontroli), dem obersten Rechnungshof in Polen, unter anderem als stellvertretender Abteilungsleiter im Bereich für nationale Verteidigung und innere Sicherheit. In den Jahren 2002 bis 2005 war er stellvertretender Stadtpräsident Warschaus unter Lech Kaczyński, zuständig für Sicherheit, Krisenmanagement und das Melderegister.
Von 2005 bis 2006 war Stasiak für ein halbes Jahr als Vizeminister im Ministerium für innere Angelegenheiten und Verwaltung (Ministerstwo Spraw Wewnętrznych i Administracji) zuständig für die Aufsicht von Polizei, Grenzschutz und der polnischen Strafverfolgungsbehörde Biuro Ochrony Rządu. Von 2006 bis 2007 leitete er für ein Jahr das dem Präsidenten unterstellte Büro für nationale Sicherheit (Biuro Bezpieczeństwa Narodowego, kurz BBN).
Vom 8. August 2007 bis zum 16. November 2007 übernahm Stasiak für knapp über drei Monate das Amt des Ministers für innere Angelegenheiten und Verwaltung im Kabinett von Jarosław Kaczyński. Von November 2007 bis Januar 2009 leitete er ein zweites Mal das BBN. Anschließend war Stasiak zunächst für ein halbes Jahr stellvertretender Leiter der Präsidentenkanzlei (Kancelaria Prezydenta RP), bis er am 27. Juli 2009 schließlich Leiter der Präsidentenkanzlei wurde.
Am 10. April 2010 gehörte Władysław Stasiak zu einer polnischen Delegation um Staatspräsident Lech Kaczyński, die anlässlich des siebzigsten Jahrestages des Massakers von Katyn zur Gedenkstätte nach Russland reisen sollte. Bei einem Flugunfall der Delegation nahe dem Militärflugplatz Smolensk-Nord kam er jedoch gemeinsam mit weiteren hochrangigen Repräsentanten Polens ums Leben.
Postum wurde Stasiak am 16. April 2010 das Komturkreuz des Ordens Polonia Restituta (Krzyż Komandorski Orderu Odrodzenia Polski) verliehen.